# Референдум во Французской Полинезии (1940)
Неофициальный референдум во Французской Полинезии проходил 24 августа 1940 года относительно поддержки Свободной Франции или коллаборационистского режима Виши. Референдум был проведён в ответ на воззвание Шарля де Голля 18 июня 1940 года и был организован подпольным Комитетом Свободной Франции.
Более 99% голосов поддержало силы Свободной Франции. После голосования про-вишистский губернатор Фредерик Мари Жан Батист Шастене де Гери был вынужден уйти в отставку 2 сентября. В тот же день Комитет Свободной Франции сформировал Временный совет Океании для управления островами, который был признан де Голлем, находящимся в Лондоне. Премьер-министр Новой Зеландии также объявил об удовлетворении результатом. Новая администрация отменила запрет на торговлю с Великобританией и разрешила импорт продовольствия.

## Результаты
| Выбор                      | Голоса | %     |
| -------------------------- | ------ | ----- |
| Свободная Франция          | 5 564  | 99,68 |
| Франция Виши               | 18     | 0,32  |
| Всего                      | 5 582  | 100   |
| Источник: Direct Democracy |        |       |